# Татув
Татув (пол. Tatów) — село в Польщі, у гміні Бесекеж Кошалінського повіту Західнопоморського воєводства.